# Бриттані Тимко
Бриттані Тімко  (англ. Brittany Timko, 5 вересня 1985) — канадська футболістка українського походження, фланговий нападник ФК «Ванкувер Вайткепс», олімпійська медалістка.
Досягнення: володарка Золотої Бутси на чемпіонаті світу U-19.

## Виступи на Олімпіадах
| Олімпіада   | Дисципліна | Місце |
| ----------- | ---------- | ----- |
| Пекін 2008  | футбол     | 8     |
| Лондон 2012 | футбол     | 3     |